# Griftlands
Griftlands est un jeu vidéo de rôle et de science-fiction développé par Klei Entertainment. Il est sorti le 1er juin 2021 après avoir été disponible en accès anticipé.

## Système de jeu
Griftlands est un jeu vidéo de science-fiction avec des éléments de jeux de rôle et de jeux de cartes numériques. Le joueur commence une partie en sélectionnant l'un des personnages prédéfinis, chacun étant un mercenaire à la recherche de gloire et de fortune dans un monde planétaire qui abrite un corps de gardien de la paix antagoniste, des pirates et des créatures dangereuses. Bien que la disposition du monde soit la même à chaque partie, les événements, missions et autres éléments qui s'y trouvent sont générés de manière procédurale au démarrage d'une nouvelle partie.
Le jeu offre la possibilité de se déplacer sur une carte du monde et s'engager dans des dialogues pour gagner des quêtes ou faire du shopping. Au début du jeu, le personnage du joueur reçoit deux jeux de cartes prédéfinis, l'un représentant ceux à utiliser dans les rencontres de combat et l'autre à utiliser dans les négociations. Au fur et à mesure que le joueur progresse dans le jeu, il peut gagner de nouvelles cartes pour l'un des deck à partir des récompenses de quête ou dans les magasins, mettre à niveau les cartes existantes vers des versions plus puissantes, ou retirer des cartes des deux deck. De plus, les joueurs peuvent gagner des implants spéciaux pour leur personnage qui ont des effets persistants tout au long du jeu.
Si une rencontre aboutit à un combat, alors le joueur prend son tour avec l'IA adverse. À chaque tour, le joueur peut utiliser son deck de combat et dispose d'un certain nombre de points d'action à utiliser pour jouer aux cartes, qui ont des coûts de points d'action différents. Les cartes de combat représentent un mélange de compétences offensives pour attaquer l'adversaire et de compétences défensives pour bloquer ses attaques en retour. Le joueur est informé via l'interface du jeu des attaques de ses adversaires, afin de se préparer de manière appropriée.
Les négociations se déroulent de manière similaire au combat, bien qu'elles se déroulent entre le personnage du joueur et un seul ennemi. Le but des négociations est de porter la résolution de l'adversaire à zéro avant le personnage du joueur. Ici, les cartes représentent des négociations amicales qui n'ont généralement pas d'effets négatifs, bien que des commentaires hostiles peuvent déclencher certains effets. Comme au combat, le joueur reçoit des informations sur les mouvements que l'adversaire fera. De plus, des arguments spéciaux peuvent devenir actifs à la suite de cartes ou d'autres capacités, ces arguments peuvent endommager la résolution de l'adversaire ou fournir d'autres boosts, entre autres effets, tant qu'ils restent actifs. Au lieu de tester la résolution de l'adversaire, le joueur peut essayer de l'attaquer verbalement. Si la résolution du joueur tombe à zéro, cela ne met pas fin au jeu, mais change ce qui peut suivre: la tentative d'échanger un adversaire peut simplement échouer, ou elle peut amener le joueur à se battre avec le personnage en face.
Si le joueur décède, le jeu recommence, mais lui donne la possibilité de porter un résultat positif de la manche précédente dans la nouveau partie, comme avoir fait des alliés avec un personnage différent ou avoir un implant à la disposition du nouveau personnage.

## Développement
Griftlands est développé par Klei Entertainment. Le jeu a été annoncé à l'E3 2017, à l'époque comme un RPG en monde ouvert avec des rencontres se déroulant dans des combats au tour par tour similaires à la plupart des RPG japonais. Dans les années intermédiaires, Klei a mentionné peu de Griftlands tout en développant Oxygen Not Included. Le jeu a été ré-exposé à l'E3 2019, et bien qu'il ait conservé le même cadre et le même style artistique, le jeu était passé à un système basé sur des cartes, abandonnant l'idée du jeu à l'origine.
Griftlands est sorti en accès anticipé le juillet 2019 sur Epic Games Store pendant un an. La version à accès anticipé est sortie sur Steam le 15 juin 2020 avec une démo gratuite. La version complète du jeu est sortie sur Microsoft Windows et Linux le 1er juin 2021. Un version console est sortie le 4 juin 2021 sur Nintendo Switch, PlayStation 4 et Xbox One.